# Laskowce
Laskowce, Łaskowce (ukr. Ласківці, Łaskiwci) – wieś na Ukrainie w rejonie tarnopolskim należącym do obwodu tarnopolskiego.
Na północy Laskowce mają eksklawę, którą stanowi przysiółek Kulczyce (dawniej odrębna wieś).

## Historia
Początkowo wieś należała do dóbr koronnych wojewody podolskiego, starostwa dźwinogródzkiego. Najpóźniej od połowy XVIII wieś była własnością rodziny szlacheckiej Gromnickich z Omelan herbu Prawdzic. Właścicielami Laskowiec byli kolejno Józef Gromnicki ożeniony z Franciszką z Sasuliczów, Jan Tadeusz Gromnicki ożeniony z Julią hr. Dzieduszycką, a następnie Józef Gromnicki, który zmarł bezpotomnie. Laskowce odziedziczył wówczas Jan Duklan Gromnicki z innej linii rodu. Ostatnim właścicielem wsi, do wybuchu II Wojny Światowej, był Jan Gromnicki ożeniony z Ewą Skałkowską. 
W II Rzeczypospolitej w powiecie trembowelskim województwa tarnopolskiego.
W latach 1941–1945 nacjonaliści ukraińscy z OUN-UPA zamordowali tutaj 29 Polaków, 10 Ukraińców (w tym 1 kleryka greckokatolickiego za odmowę wstąpienia do UPA) i 1 Żyda,  grabiąc i paląc polskie zagrody.
Do 2020 w rejonie trembowelskim.

## Dwór
- murowany dwór klasycystyczny przebudowany po 1920 r. przez Jana Gromnickiego herbu Prawdzic[5]. Przy dworze znajdował się park krajobrazowy przyległy do lasu o pow. 800 ha[6].

## Urodzeni
- Adolf Chronicki – polski aktor.
- Aleksander Doliński – polski prawnik[7].
- Jan Duklan Gromnicki - poseł na Sejm Galicyjski, działacz samorządowy, właściciel Laskowiec
- Julian Gromnicki - ułan-ochotnik w wojnie polsko-bolszewickiej, kawaler orderu Virtuti Militari